# Rocío Jurado
María del Rocío Mohedano Jurado, ismertebb nevén Rocío Jurado (Chipiona, 1943. szeptember 18. – La Moraleja, 2006. június 1.) spanyol énekesnő és színésznő volt.

## Élete

### Gyerekkora és fiatalkora
Rocío 1944-ben született Chipionában, Cádiz melletti halászfaluban. Édesapja, Fernando Mohedano Crespo cipőkészítő volt és szabadidejében flamenco énekes volt, édesanyja, Rocío Jurado Bernal háziasszony volt és amatőr énekesként copla - andalúz hagyományörző zenét - adott elő. Rocío volt a legidősebb gyerek: egy huga Gloria, és egy öccse Amador voltak.
Rocío már korán megszerette a zenét: nyolcévesen lépett fel először a helyi templomban. Később gyerekként már keményen dolgozott valamint énekelt a templomban. 15 évesen énekesként részt vett a helyi iskola által szervezett fesztiválokon. Édesapja halála után, hogy megsegítse családjának szükős anyagi helyzetét, cipészként dolgozott valamint napszámosként gyümölcsöt szedett mindezek mellett a Radio Sevilla versenyein vett részt.
Az édesanyjával Madridba költöztek miután Rocío számos díjat megnyert. Madridban egy ismerős révén ismerték meg a kor legismertebb flamenco énekesnőkéjét, La Niña de los Peineszt illetve Manolo Caracolt, aki szintén ismert flamenco énekes volt.
Rocío az El Duende nevű tablaoban lépett fel, ahol Rocío olyan ruhában és sminkben lépett, amely miatt idősebbnek nézett ki koránál.

### Művészi karrierje
Már a 60-as években is Rocío főleg copla dalokat adott elő. Ebben az időben színésznőként is jeleskedett: Los Guerrilleros (1963), En Andalucía nació el amor (1966) , Proceso a una estrella (1966) és a Lola la piconera (TV film, 1969) című filmekben illetve televíziós filmekben szerepelt. 1970-es évektől énekesnőként olyan dalai lettek sikeresek, mint a "Como una ola", "Señora", "Como yo te amo", "Ese hombre", "Se nos rompió el amor", "A que no te vas", "Muera el amor" és a "Vibro" című dalok. Nemzetközi szinten az énekesnő attól lett kiemelkedő, hogy a romantikus balladákhoz európaisabb hangzású zenekarral adott elő, valamint öltözködése, megjelenése is inkább a nemzetközi trendeket követte. A hagyományos bata de cola helyett estélyi ruhákban lépett fel. Balladái Hispano-Amerika szerte ismertté váltak.  Emellett művészetére hatottak mexikói és karibi dallamok: a "Me ha dicho la luna", "Te cambio mi bulería" című dalai ennek a stílus jegyében készültek.

## Lemezei
- 1966 – Proceso a una estrella (Columbia)
- 1969 – Mi Amigo (Columbia)
- 1971 – Un Clavel (Columbia)
- 1973 – Soy de España (Columbia)
- 1975 – Rocío Interpreta a Alberto Bourbon (RCA)
- 1976 – A que no te vas (RCA)
- 1976 – No me des Guerra (Columbia)
- 1976 – Carmen de España (Columbia)
- 1976 – Fandangos de Isla Cristina (Flamenco) (Columbia)
- 1976 – Amor Marinero (RCA)
- 1978 – Don Golondón (Columbia)
- 1978 – De ahora en adelante (RCA)
- 1979 – Canta a México: Canta con Mariachi (RCA)
- 1979 – Por Derecho (RCA)
- 1979 – Señora (RCA)
- 1981 – Canciones de España (RCA)
- 1981 – Como una Ola (RCA)
- 1982 – Ven y Sígueme (RCA)
- 1983 – Canciones de España II: Y sin embargo te quiero (RCA)
- 1983 – Desde dentro (RCA)
- 1985 – Paloma Brava (EMI)
- 1986 – Suspiro de Amor (RCA)
- 1987 – ¿Dónde estás amor? (EMI)
- 1988 – Canciones de España Inéditas (EMI)
- 1989 – Punto de Partida (EMI)
- 1990 – Rocío de Luna Blanca (EMI)
- 1990 – Nueva Navidad (Sony)
- 1991 – Sevilla (Sony)
- 1993 – Como las alas al viento (Sony)
- 1993 – La Lola se va a los puertos B.S.O (Sony)
- 1994 – Palabra de honor (Sony)
- 1998 – Con mis cinco sentidos (Sony)
- 2001 – La más grande: Con la Orquesta Sinfónica de Bratislava (Bat Records)
- 2003 – Yerbabuena y Nopal (Sum Records)
- 2006 – Rocío Siempre (Sony-BMG)
- 2013 – Romances